# Episodi di Kirby

Logo originale della serie

Questa è la lista degli episodi dell'anime Kirby, basato sull'omonima serie di videogiochi di HAL Laboratory. La serie animata è stata prodotta da Studio Sign in collaborazione con Studio Comet e trasmessa su TV Tokyo e relative reti affiliate dal 6 ottobre 2001 al 27 settembre 2003 in 4 stagioni composte rispettivamente da 26, 25, 25 e 24 episodi.
In Italia la serie è andata in onda su Italia 1 dal 3 luglio all'11 settembre 2006 per i primi 52 episodi per poi continuare i restanti su K2 dal 3 novembre al 18 dicembre 2014. La serie è stata pubblicata anche in streaming dal 23 giugno 2011 attraverso il Canale TV Kirby per i possessori di Nintendo Wii. In Italia è invece divisa in 2 stagioni: la prima composta da 52 episodi e la seconda da 48; l'episodio 32 non è mai stato trasmesso.

## Lista episodi

### Prima stagione
| Nº | Titolo italiano Giapponese 「Kanji」 - Rōmaji - Traduzione letterale                                                                                                | In onda          | In onda        |
| Nº | Titolo italiano Giapponese 「Kanji」 - Rōmaji - Traduzione letterale                                                                                                | Giapponese       | Italiano       |
| 1  | L'arrivo di Kirby 「出た! ピンクの訪問者」 - Deta! Pinku no hōmonsha – "È qui! Il visitatore rosa"                                                                  | 6 ottobre 2001   | 3 luglio 2006  |
| 2  | Una casa per Kirby 「大変! 戦士のおうち探し」 - Taihen! Senshi no ōchisagashi – "Trovare una casa per il guerriero"                                                 | 13 ottobre 2001  | 4 luglio 2006  |
| 3  | Una terribile minaccia 「え! メタナイト卿と対決?」 - E! Metanaito-kyō to taiketsu? – "Cosa! Confronto con Ser Meta Knight?"                                         | 20 ottobre 2001  | 5 luglio 2006  |
| 4  | Era una notte buia e tempestosa... 「星の戦士のひみつ」 - Hoshi no senshi no himitsu – "Segreto del Guerriero Stellare"                                             | 27 ottobre 2001  | 6 luglio 2006  |
| 5  | Il mistero di Whispy Woods 「怒れ! ウィスピーウッズ」 - Ikare! Wisupā Uzzu – "Infuriato! Whispy Woods"                                                              | 3 novembre 2001  | 7 luglio 2006  |
| 6  | Channel DDD 「見るぞい! チャンネルDDD」 - Miruzoi! Channeru DDD – "Controllare! Channel DDD"                                                                        | 10 novembre 2001 | 10 luglio 2006 |
| 7  | Uovo con sorpresa 「逆襲! ダイナブレイド」 - Gyakushū! Daina Bureido – "Vendetta! Dyna Blade"                                                                       | 17 novembre 2001 | 11 luglio 2006 |
| 8  | Alla ricerca dell'antenato perduto 「キュリオ氏の古代プププ文明」 - Kurio-shi no kodai Pupupu bunmei – "L'antica civiltà di Pupupu del sig. Curio"                  | 24 novembre 2001 | 12 luglio 2006 |
| 9  | Il mostro separatore 「ロロロとラララ愛のメロディ」 - Rororo to Rarara Ai no Merodi – "Lololo e Lalala melodia dell'amore"                                          | 1º dicembre 2001 | 13 luglio 2006 |
| 10 | Un licenziamento ingiusto 「ボルン署長をリニュアルせよ」 - Borun-shochō o rinyuaru seyo – "Chief Borun indipendenza da vendere"                                     | 8 dicembre 2001  | 14 luglio 2006 |
| 11 | Un cuoco mostruoso 「宮廷シェフ・カワサキ」 - Kyūtei Shefu Kawasaki – "Corte Chef Kawasaki"                                                                         | 15 dicembre 2001 | 17 luglio 2006 |
| 12 | Un fantasma a palazzo 「デデデ城のユーレイ」 - Dedede-jō no yūrei – "Fantasma del castello Dedede"                                                                  | 22 dicembre 2001 | 18 luglio 2006 |
| 13 | Un Capodanno movimentato 「ププビレッジ年忘れ花火大会」 - Pupu Birejji toshiwasure hanabi taikai – "Festa di fine anno coi fuochi d'artificio per Pupu Village"     | 29 dicembre 2001 | 19 luglio 2006 |
| 14 | Il cuscino "Sogni d'oro" 「夢枕魔獣顔見勢」 - Yumemakura majū kaomizei – "Affronta il demone del cuscino dei sogni"                                                 | 5 gennaio 2002   | 20 luglio 2006 |
| 15 | Un nuovo compagno di giochi 「誕生? カービィのおとうと」 - Tanjō? Kābī no otōto – "Nascita? Fratello di Kirby"                                                      | 12 gennaio 2002  | 21 luglio 2006 |
| 16 | Un pesce di nome Kine 「私を愛したサカナ」 - Watashi o aishita sakana – "Pesce che mi amava"                                                                        | 19 gennaio 2002  | 24 luglio 2006 |
| 17 | L'anello scomparso 「パームとメームの指輪物語」 - Pāmu to Mēmu no yubiwa monogatari – "Il signore degli anelli di Memu e Parm"                                      | 26 gennaio 2002  | 25 luglio 2006 |
| 18 | Il fiore magico 「眠りの森のピンクボール」 - Nemuri no mori no Pinku Bōru – "Palla rosa addormentata nel bosco"                                                     | 2 febbraio 2002  | 26 luglio 2006 |
| 19 | Il figlio del guerriero 「ナックルジョーがやって来た!」 - Nakkuru Jō ga yattekita! – "Knuckle Joe è arrivato!"                                                      | 9 febbraio 2002  | 27 luglio 2006 |
| 20 | Inverno a Dream Land 「さよなら、雪だるまチリー」 - Sayonara, yukidaruma Chirī – "Addio, uomo di neve Chilly"                                                       | 16 febbraio 2002 | 28 luglio 2006 |
| 21 | La principessa Rona 「王女ローナの休日」 - Ōjo Rōna no kyūjitsu – "Vacanze della principessa Rona"                                                                  | 23 febbraio 2002 | 31 luglio 2006 |
| 22 | L'isola del guerriero dimenticato 「孤島の決戦老兵は死なず!」 - Dokushima no kessen! – "Battaglia decisiva sull'isola solitaria - Un vecchio soldato non muore mai" | 2 marzo 2002     | 1º agosto 2006 |
| 23 | Un pulcino da salvare 「迷子のダイナベイビー」 - Maigo no Dainabeibī – "Dynababy scomparso"                                                                         | 9 marzo 2002     | 2 agosto 2006  |
| 24 | La pergamena dei ninja 「ニンジャ、ベニカゲ参上!」 - Ninja, Benikage sanjō! – "Ninja in visita, Benikage!"                                                          | 16 marzo 2002    | 3 agosto 2006  |
| 25 | Re per un giorno 「エスカルゴン、まぶたの母」 - Esukarugon, mabuta no haha – "Escargoon, agli occhi della madre"                                                    | 23 marzo 2002    | 4 agosto 2006  |
| 26 | Amici per la vita 「忠誠! ソードとブレイド」 - Chūsei! Sōdo to Bureido – "Lealtà! Sword e Blade"                                                                    | 6 aprile 2002    | 7 agosto 2006  |

### Seconda stagione
| Nº | Titolo italiano Giapponese 「Kanji」 - Rōmaji - Traduzione letterale                                                                                                 | In onda           | In onda           |
| Nº | Titolo italiano Giapponese 「Kanji」 - Rōmaji - Traduzione letterale                                                                                                 | Giapponese        | Italiano          |
| 27 | Un fiore per Whispy Woods 「恋に落ちたウィスピーウッズ」 - Koi ni ochita Wisupā Uzzu – "Whispy Woods si innamora"                                                    | 13 aprile 2002    | 8 agosto 2006     |
| 28 | Una fabbrica sospetta 「恐怖のデデデ・ファクトリー」 - Kyōfu no Dedede Fakutorī – "Fabbrica del terrore di Dedede"                                                   | 20 aprile 2002    | 9 agosto 2006     |
| 29 | Fatti sotto Monsieur Goan! 「激辛! ファミレス戦争」 - Gekikara! Famiresu sensō – "Piccante! Guerra di ristoranti di famiglia"                                        | 27 aprile 2002    | 10 agosto 2006    |
| 30 | Un'amicizia straordinaria 「カービィの謎のタマゴ」 - Kābī no nazo no tamago – "L'uovo misterioso di Kirby"                                                           | 4 maggio 2002     | 11 agosto 2006    |
| 31 | Il parco divertimenti di King Dedede 「ビバ! デデベガスへようこそ」 - Biba! Dede Begasu e yōkoso – "Viva! Benvenuti a Dede-Vegas"                                    | 11 maggio 2002    | 14 agosto 2006    |
| 32 | 「歯なしにならないハナシ」 - Hanashi ni naranai hanashi – "La ridicola storia sdentata"                                                                              | 18 maggio 2002    | Inedito           |
| 33 | L'invasione dei rifiuti spaziali 「え〜っ! 宇宙のゴミ捨て場」 - Eeh! Uchū no gomi sutejō – "Eh?! Discarica dell'universo"                                            | 25 maggio 2002    | 15 agosto 2006    |
| 34 | Il ritorno del Cuoco Shiitake 「究極鉄人、コックオオサカ」 - Kyūkyoku tetsujin, Kokku Ōsaka – "L'uomo di ferro definitivo: Cuoco Osaka"                              | 1º giugno 2002    | 16 agosto 2006    |
| 35 | Il Gran Premio di Zeetown (prima parte) 「栄光のプププグランプリ (前編)」 - Eikō no Pupupu Guranpuri (zenpen) – "Glorioso Pupupu Grand Prix (Prima parte)"           | 8 giugno 2002     | 17 agosto 2006    |
| 36 | Il Gran Premio di Zeetown (seconda parte) 「栄光のプププグランプリ (後編)」 - Eikō no Pupupu Guranpuri (kōhen) – "Glorioso Pupupu Grand Prix (Seconda parte)"        | 15 giugno 2002    | 18 agosto 2006    |
| 37 | Kirby e il caso delle angurie 「お昼のデデデワイドをつぶせ!」 - Ohiru no Dededewaido o tsubuse! – "Distruggere DededeWide nel pomeriggio!"                           | 22 giugno 2002    | 21 agosto 2006    |
| 38 | Kirby e la scuola di magia 「読むぞい! 驚異のミリオンセラー」 - Yomuzoi! Kyōi no Mirion Serā – "Leggilo! Il meraviglioso Million-Seller"                             | 29 giugno 2002    | 22 agosto 2006    |
| 39 | Chi è Escargoon? 「忘却のエスカルゴン」 - Bōkyaku no Esukarugon – "L'Escargoon dimenticato"                                                                          | 6 luglio 2002     | 23 agosto 2006    |
| 40 | L'apparenza inganna 「魔獣ハンターナックルジョー!」 - Majū Hantā Nakkuru Jō! – "Knuckle Joe cacciatore di demoni!"                                                   | 13 luglio 2002    | 24 agosto 2006    |
| 41 | Incubi di fuoco (prima parte) 「メーベルの大予言! (前編)」 - Mēberu no daiyogen! (Zenpen) – "La profezia di Mabel! (prima parte)"                                    | 20 luglio 2002    | 25 agosto 2006    |
| 42 | Incubi di fuoco (seconda parte) 「メーベルの大予言! (後編)」 - Mēberu no daiyogen! (Kōhen) – "La profezia di Mabel! (Seconda parte)"                                 | 27 luglio 2002    | 28 agosto 2006    |
| 43 | Pecora o lupo? 「ヒツジたちの反逆」 - Hitsuji-tachi no hangyaku – "La ribellione delle pecore"                                                                       | 3 agosto 2002     | 29 agosto 2006    |
| 44 | Pericolo nella foresta 「ウィスピーウッズの友アコル」 - Wisupī Uzzu no tomo Akoru – "L'amico di Whispy Woods: Acore"                                                 | 10 agosto 2002    | 30 agosto 2006    |
| 45 | La notte dello spettro burlone (prima parte) 「真夏の夜のユーレイ! (前編)」 - Manatsu no yoru no yūrei! (Zenpen) – "Il fantasma di mezza estate! (Prima parte)"      | 17 agosto 2002    | 31 agosto 2006    |
| 46 | La notte dello spettro burlone (seconda parte) 「真夏の夜のユーレイ! (後編)」 - Manatsu no yoru no yūrei! (Kōhen) – "Il fantasma della metà estate! (Seconda parte)" | 24 agosto 2002    | 1º settembre 2006 |
| 47 | Il licenziamento dei Waddle Dee 「帰れ、愛しのワドルディ」 - Kaere, aishi no Wadoru Di – "Tornate a casa, cari Waddle Dee"                                           | 31 agosto 2002    | 4 settembre 2006  |
| 48 | Turisti a Dream Land 「プププランド観光ツアー」 - Pupupu Rando kankō Tsuā – "Tour di Pupupu Land"                                                                    | 14 settembre 2002 | 5 settembre 2006  |
| 49 | Cartoni animati a Dream Land 「アニメ新番組星のデデデ」 - Anime shinbangumi hoshi no Dedede – "Nuovo anime: Dedede delle stelle"                                     | 21 settembre 2002 | 6 settembre 2006  |
| 50 | Il bambolotto Mini D 「貯めるぞい! のろいの貯金箱」 - Tameruzoi! Noroi no chokin Bako – "Risparmiare! Banca maledetta"                                               | 28 settembre 2002 | 7 settembre 2006  |
| 51 | Una festa a sorpresa 「センチメンタル・カービィ」 - Senchimentaru Kābī – "Sentimental Kirby"                                                                         | 5 ottobre 2002    | 8 settembre 2006  |

### Terza stagione
| Nº | Titolo italiano Giapponese 「Kanji」 - Rōmaji - Traduzione letterale                                                                                        | In onda          | In onda           |
| Nº | Titolo italiano Giapponese 「Kanji」 - Rōmaji - Traduzione letterale                                                                                        | Giapponese       | Italiano          |
| 52 | La merendino mania (prima parte) 「悪魔のチョコカプセル! (前編)」 - Akuma no choko Kapuseru! (Zenpen) – "Capsule di cioccolato demoniaco! (Prima parte)"    | 12 ottobre 2002  | 11 settembre 2006 |
| 53 | La merendino mania (seconda parte) 「悪魔のチョコカプセル! (後編)」 - Akuma no choko Kapuseru! (Kōhen) – "Capsule di cioccolato demoniaco! (Seconda parte)" | 19 ottobre 2002  | 3 novembre 2014   |
| 54 | Uno strano cavaliere 「やりすぎの騎士! キハーノ」 - Yarisugi no kishi! Kihāno – "Cavaliere sopra le righe! Kihano"                                          | 26 ottobre 2002  | 4 novembre 2014   |
| 55 | King Dedede in agrodolce 「ある愛のデデデ」 - Aru ai no Dedede – "L'amore certo di Dedede"                                                                  | 2 novembre 2002  | 5 novembre 2014   |
| 56 | Una fame da lupi! 「わがままペットスカーフィ」 - Wagamama Petto Sukāfi – "Animaletto egoista Scarfy"                                                        | 9 novembre 2002  | 6 novembre 2014   |
| 57 | La guerra delle torte 「パイを笑う者はパイに泣くぞい!」 - Pai o waraumono wa Pai ni nakuzoi! – "Coloro che ridono della torta, piangano nella torta"        | 16 novembre 2002 | 7 novembre 2014   |
| 58 | Tutti a scuola! 「魔獣教師でお仕置きよ!」 - Majū Kyōshi de oshioki yo! – "Punizione del maestro bestia!"                                                    | 23 novembre 2002 | 10 novembre 2014  |
| 59 | L'ospite a sorpresa 「最強番組直撃! 晩ごはん」 - Saikyō bangumi chokugeki! Ban-gohan – "Il più forte successo diretto del programma! Cena"                  | 30 novembre 2002 | 10 novembre 2014  |
| 60 | La spada sacra 「宝剣ギャラクシア!」 - Hōken Gyarakushia! – "Spada Galaxia!"                                                                                | 7 dicembre 2002  | 11 novembre 2014  |
| 61 | Un grosso disastro 「肥惨! スナックジャンキー」 - Hizan! Sunakku Jankī – "Fertilità! Snack Junkie"                                                          | 14 dicembre 2002 | 11 novembre 2014  |
| 62 | Vedo e prevedo 「たかが占いされど占い」 - Takaga uranai saredo uranai – "Cartomanzia"                                                                       | 21 dicembre 2002 | 12 novembre 2014  |
| 63 | Un'epidemia intelligente 「師走のカゼはつらいぞい!」 - Shiwasu no kaze wa tsuraizoi! – "Il freddo pungente di dicembre!"                                    | 28 dicembre 2002 | 12 novembre 2014  |
| 64 | Il Kirby Quiz 「新春! カービィ・クイズショー」 - Shinshun! Kābī Kuizu Shō – "Anno nuovo! Kirby Quiz Show"                                                   | 4 gennaio 2003   | 13 novembre 2014  |
| 65 | Il ritorno di Masher 「逃げてきたナックルジョー」 - Nigetekita Nakkuru Jō – "Knuckle Joe è scappato"                                                        | 11 gennaio 2003  | 13 novembre 2014  |
| 66 | Un arrivo agghiacciante 「さまよえるペンギー」 - Samayoeru Pengī – "Il vagabondo Pengi"                                                                     | 18 gennaio 2003  | 14 novembre 2014  |
| 67 | L'accademia Dedede riapre 「魔獣教師2」 - Majū kyōshi 2 – "Maestro bestia 2"                                                                                | 25 gennaio 2003  | 14 novembre 2014  |
| 68 | Consegne a domicilio 「勝ち抜け! デリバリー時代」 - Kachinuke! Deribarī jidai – "Tramortire! Tempo di consegna"                                             | 1º febbraio 2003 | 17 novembre 2014  |
| 69 | Una giornata ecologica! 「ウィスピーの森のエコツアー」 - Wisupī no mori no Eko Tsuā – "L'Eco Tour di Whispy Woods"                                          | 8 febbraio 2003  | 17 novembre 2014  |
| 70 | La leggenda dell'uccellino pirata 「トッコリ卿の伝説」 - Tokkori-kyō no densetsu – "La leggenda di sir Tokkori"                                             | 15 febbraio 2003 | 18 novembre 2014  |
| 71 | Nella pancia della balena 「密着! ホエール・ウォッチング」 - Mitchaku! Hoēru Wotchingu – "Incollato! Osservazione delle balene"                             | 22 febbraio 2003 | 18 novembre 2014  |
| 72 | Tutti matti per i Waddle Dee 「ワドルディ売ります」 - Wadoru Di urimasu – "Waddle Dee in vendita"                                                           | 1º marzo 2003    | 19 novembre 2014  |
| 73 | Tutti pazzi per il sushi 「まわれ! 回転寿司」 - Maware! Kaiten-sushi – "Svolta! Sushi rotante"                                                              | 8 marzo 2003     | 1º dicembre 2014  |
| 74 | Che strana allergia! 「モスガバーの逆襲!」 - Mosugabā no gyakushū! – "La vendetta di Mosugaba!"                                                             | 15 marzo 2003    | 1º dicembre 2014  |
| 75 | Un'avventura preistorica (prima parte) 「夢の恐竜天国! (前編)」 - Yume no kyōryū tengoku! (Zenpen) – "Sogna un paradiso per i dinosauri! (Prima parte)"     | 22 marzo 2003    | 2 dicembre 2014   |
| 76 | Un'avventura preistorica (seconda parte) 「夢の恐竜天国! (後編)」 - Yume no kyōryū tengoku! (Kōhen) – "Sogna un paradiso per i dinosauri! (Seconda parte)"  | 29 marzo 2003    | 2 dicembre 2014   |

### Quarta stagione
| Nº  | Titolo italiano Giapponese 「Kanji」 - Rōmaji - Traduzione letterale                                                                                              | In onda           | In onda          |
| Nº  | Titolo italiano Giapponese 「Kanji」 - Rōmaji - Traduzione letterale                                                                                              | Giapponese        | Italiano         |
| 77  | Un mostruoso capolavoro 「ロイヤルアカデデデミー」 - Roiyaru Akadededemī – "Royal AcaDededemy"                                                                    | 5 aprile 2003     | 3 dicembre 2014  |
| 78  | Un aiutante robot 「発進! エスカルゴン・ロボ」 - Hasshin! Esukarugon Robo – "Lancio! Robo Escargoon"                                                              | 19 aprile 2003    | 3 dicembre 2014  |
| 79  | Kirby maestro 「ボンカースあらわる!」 - Bonkāsu Arawaru! – "L'arrivo di Bonkers!"                                                                                 | 26 aprile 2003    | 4 dicembre 2014  |
| 80  | Una bevanda pericolosa 「強壮! ドリンク狂想曲」 - Kyōsō! Dorinku kyōsōkyoku – "Robusta! Bevuta rapsodica"                                                         | 3 maggio 2003     | 4 dicembre 2014  |
| 81  | Pulizie di primavera 「ドキッ! かたづけられない女」 - Doki! Katazuke-rarenai onna – "Sorprendente! La donna che non pulisce"                                      | 10 maggio 2003    | 5 dicembre 2014  |
| 82  | Chef per un giorno 「合体ロボリョウリガーZ!」 - Gattai Robo Ryōringā Zetto! – "Robot combinato Cookinger Z!"                                                      | 17 maggio 2003    | 5 dicembre 2014  |
| 83  | Mostro per caso 「魔獣教師3」 - Majū kyōshi 3 – "Maestro bestia 3"                                                                                                | 24 maggio 2003    | 8 dicembre 2014  |
| 84  | Il tesoro del Signor Curio 「キュリオ氏の秘宝?」 - Kyurio-shi no hihō? – "Il tesoro segreto del Signor Curio?"                                                    | 31 maggio 2003    | 8 dicembre 2014  |
| 85  | Una questione scottante 「まぼろしの紫外線!」 - Maboroshi no shigaisen! – "Misteriosi raggi ultravioletti!"                                                       | 7 giugno 2003     | 9 dicembre 2014  |
| 86  | Sfida fra cuochi 「弟子対決! コックナゴヤ」 - Deshi taiketsu! Kokku Nagoya – "Resa dei conti tra pupilli! Cook Nagoya"                                            | 14 giugno 2003    | 9 dicembre 2014  |
| 87  | Insoliti netturbini 「襲撃! カラスの勝手軍団」 - Shūgeki! Karasu no katte gundan – "Attacco! Esercito di corvi egoisti"                                           | 21 giugno 2003    | 10 dicembre 2014 |
| 88  | Lumaca... alla griglia 「はだかのエスカルゴン」 - Hadaka no Esukarugon – "La nudità di Escargoon"                                                                 | 28 giugno 2003    | 10 dicembre 2014 |
| 89  | Un cartone per il re 「オタアニメ! 星のフームたん」 - Otaanime! Hoshi no Fūmu-tan – "Geek anime! Fumu-tan delle stelle"                                           | 5 luglio 2003     | 11 dicembre 2014 |
| 90  | Non è mai troppo tardi! (prima parte) 「爆走! デデデス・レース (前編)」 - Bakusō! Dededesu Rēsu (zenpen) – "Corsa esplosiva! La corsa di Dedede (Prima parte)"    | 12 luglio 2003    | 11 dicembre 2014 |
| 91  | Non è mai troppo tardi! (seconda parte) 「爆走! デデデス・レース (後編)」 - Bakusō! Dededesu Rēsu (kōhen) – "Corsa esplosiva! La corsa di Dedede (Seconda parte)" | 19 luglio 2003    | 12 dicembre 2014 |
| 92  | Un mostro in cucina 「ワドルディの食文化大革命」 - Wadoru Di no shokubunka daikakumei – "La grande rivoluzione culturale del cibo di Waddle Dee"                  | 26 luglio 2003    | 12 dicembre 2014 |
| 93  | La giornata del tiranno 「カービィ感謝の日!」 - Kābī kansha no hi! – "Giorno dell'apprezzamento di Kirby!"                                                        | 2 agosto 2003     | 15 dicembre 2014 |
| 94  | Un insolito mostro 「脱走魔獣ファンファン」 - Dassō majū Fanfan – "Mostro fuggito PhanPhan"                                                                       | 9 agosto 2003     | 15 dicembre 2014 |
| 95  | Kirby è cambiato! 「デビル・カービィ!」 - Debiru Kābī! – "Devil Kirby!"                                                                                           | 16 agosto 2003    | 16 dicembre 2014 |
| 96  | Pirati dell'aria (prima parte) 「ワープスターの危機! (前編)」 - Wāpusutā no kiki! (Zenpen) – "Crisi della Warpstar! (Prima parte)"                                | 23 agosto 2003    | 16 dicembre 2014 |
| 97  | Pirati dell'aria (seconda parte) 「ワープスターの危機! (後編)」 - Wāpusutā no kiki! (Kōhen) – "Crisi della Warpstar! (Seconda parte)"                             | 30 agosto 2003    | 17 dicembre 2014 |
| 98  | L'arma segreta di Meta Knight 「発進! 戦艦ハルバード」 - Hasshin! Senkan Harubādo – "Lancio! Corazzata Halberd"                                                   | 13 settembre 2003 | 17 dicembre 2014 |
| 99  | L'ultima battaglia 「撃滅! ナイトメア大要塞」 - Gekimetsu! Naitomea daiyōsai – "Distruzione! L'enorme fortezza di Nightmare"                                      | 20 settembre 2003 | 18 dicembre 2014 |
| 100 | Lotta finale 「飛べ! 星のカービィ」 - Tobe! Hoshi no Kābī – "Vola! Kirby delle stelle"                                                                            | 27 settembre 2003 | 18 dicembre 2014 |